# Dicle Köprüsü
Dicle Köprüsü (także: On Gözlü Köprü, pol. Most Dziesięciu Łuków) – most nad Tygrysem, zlokalizowany w tureckim mieście Diyarbakır, w prowincji o tej samej nazwie, na południowym wschodzie kraju.

## Historia i architektura

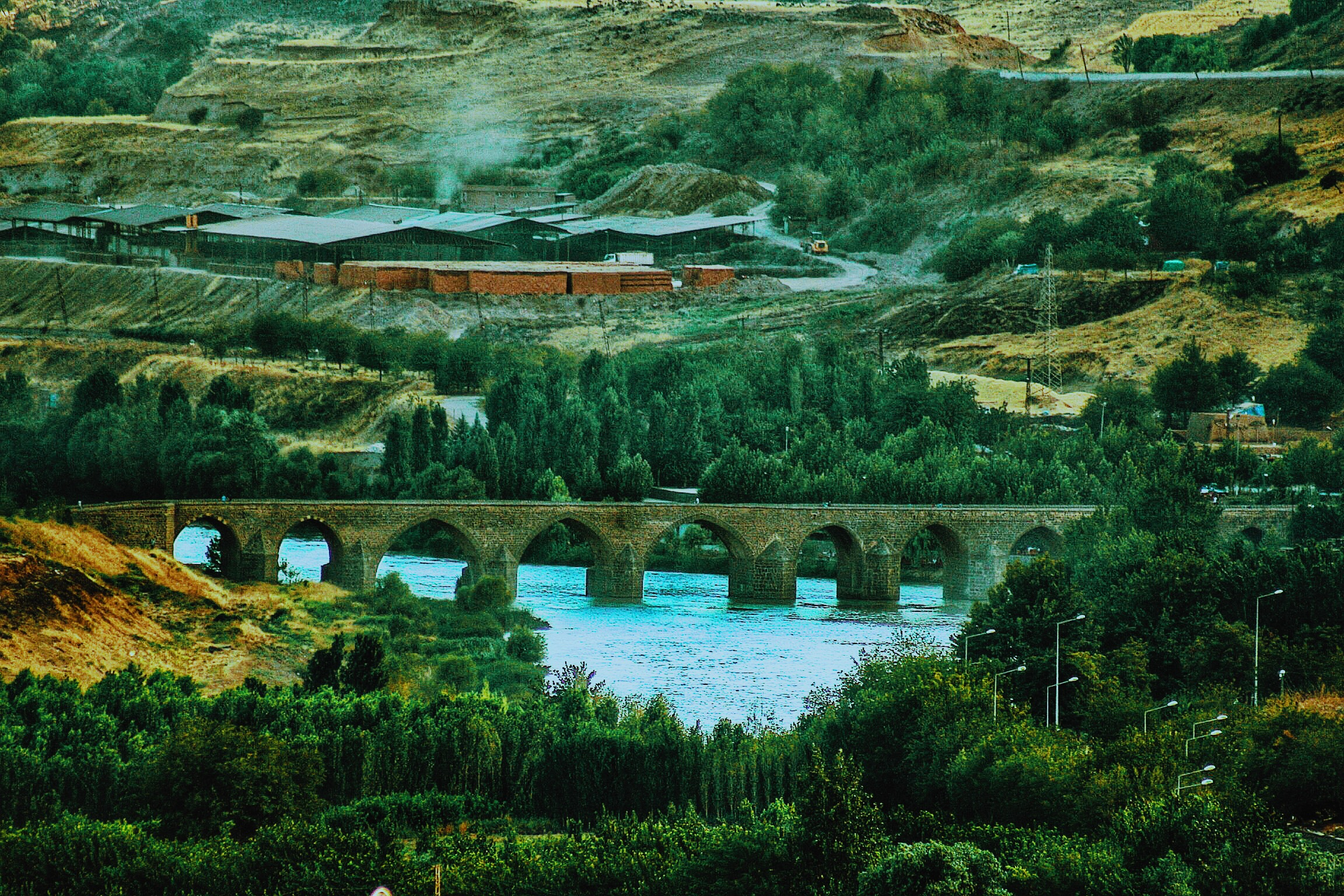
Widok wraz z otoczeniem (2016)

Na południowej stronie obiektu umieszczona jest dwuwierszowa inskrypcja, informująca o tym, że został zbudowany przez architekta Kadı Ebü'l-Hasana w latach 1064–1065, za panowania Nizâmüddevle Nasra z Mervânoğulları. Jednak znawcy architektury zgadzają się co do tego, że inskrypcja ta jest wtórna, umieszczona podczas jednej z napraw, i że budowla powstała znacznie wcześniej. Na jednym z końców inskrypcji znajduje się płaskorzeźba lwa stworzona zgodnie z formami stosowanymi przez Artukidów i Seldżuków. Most naprawiano ostatnio najprawdopodobniej w latach 1899–1900. 
Most łączy brzegi Tygrysu i składa się z dziesięciu łuków o różnych rozpiętościach. Ma 172 lub 180 metrów długości i 7–8 metrów szerokości. Szerokość od strony wschodniej do piątego przęsła jest stała, a następnie zmniejsza się. Najszerszy z ostrych łuków znajduje się pośrodku. Łuki 3, 4 i 5 mają największą rozpiętość, przy czym łuk 3 ma maksymalną rozpiętość: 13,91 metra (rozpiętości łuków 4 i 5 wynosi po 11,96 metra). Rozpiętości pozostałych łuków wahają się od 8 do 8,74 metra. Całkowita wysokość mostu to 10 metrów. 
Budowla chroniona jest przed naporem rumoszu za pomocą ostro uformowanych części filarów. Jako materiału wypełniającego do budowy mostu użyto gruzu i zaprawy wapiennej, a do pokrycia jezdni różnej wielkości ciętych kamieni bazaltowych.
Most, wraz z cytadelą Diyarbakir i ogrodami Havsel, jest wpisany na listę światowego dziedzictwa UNESCO.